# ラスカル・フラッツ
ラスカル・フラッツ(Rascal Flatts)はアメリカ合衆国のカントリー・ミュージックバンド。テネシー州ナッシュビルで、Gary LeVox (リードボーカル), Jay DeMarcus (ベースギター、キーボード、ボーカル),Joe Don Rooney (リードギター、ボーカル)の3人によって結成された。
なお、Gary LeVox とJay DeMarcusは又いとこ同士である。 
Lyric Street Recordsから5枚のスタジオアルバムと1枚のライブ・コンピレーションをリリースしてきた。
2000年の『Rascal Flatts』は、米国で2枚のマルチ・プラチナムを与えられ、2002年の『Melt』は、米国で3枚のマルチ・プラチナムを与えられた。
2004年の『Feels Like Today』では5枚のマルチ・プラチナムを与えられ、2006年の『Me and My Gang』では4枚のマルチ・プラチナムを与えられた。2007年の『Still Feels Good』では2枚のマルチ・プラチナムを与えられた。
ビルボードのHot Country Songsでは8度首位を獲得した。トム・コクランの楽曲のカバーである『ライフ・イズ・ア・ハイウェイ』（2006年の映画『カーズ』主題歌）は、リクエストなしでチャートインした。もっとも長くチャートインした曲は、"Bless the Broken Road"で、2004年末から2005年初頭にかけて5週間チャートインした。最も多くのチャートにチャートインした曲は "What Hurts the Most"で、2006年にカントリー・チャートとアダルト・コンテンポラリー・ミュージック・チャートにランクインし、トップ・テン・ポップ・ヒットになった。
また2010年3月にはアメリカの人気テレビドラマ『CSI:科学捜査班』に三人揃って本人役で出演。コンサート中に細工されたアンプのせいでベース担当のデマーカスが感電死しかけ一時的に脳に異常を来しカントリー嫌いなラップ好き人格になってしまうという筋書きで、終盤のコンサートシーンの冒頭で実際にラップを披露している。ちなみに同エピソードではアラン・ラックがラスカル・フラッツのマネージャー役を務めている。

## ディスコグラフィー

### アルバム
| 2000                                      | Rascal Flatts            | - 発売日: 2000年6月6日 - レーベル: Lyric Street - フォーマット: CD, cassette - 全米売上: 230.3万枚          | 43 | —  | —  | —  | —   | —  | —  | - US: 2× プラチナ                 |
| 2002                                      | Melt                     | - 発売日: 2002年10月29日 - レーベル: Lyric Street - フォーマット: CD, cassette - 全米売上: 307.3万枚        | 5  | —  | —  | —  | —   | —  | —  | - US: 3× プラチナ - CAN: ゴールド |
| 2004                                      | Feels Like Today         | - 発売日: 2004年9月28日 - レーベル: Lyric Street - フォーマット: CD, digital download - 全米売上: 527.4万枚 | 1  | —  | —  | —  | —   | —  | —  | - US: 5× プラチナ - CAN: プラチナ |
| 2006                                      | Me and My Gang           | - 発売日: 2006年4月4日 - レーベル: Lyric Street - フォーマット: CD, digital download - 全米売上: 491.8万枚  | 1  | —  | 4  | —  | 37  | —  | —  | - US: 4× プラチナ - CAN: プラチナ |
| 2007                                      | Still Feels Good         | - 発売日: 2007年9月25日 - レーベル: Lyric Street - フォーマット: CD, digital download - 全米売上: 219.2万枚 | 1  | —  | 3  | 77 | 117 | —  | 64 | - US: 2× プラチナ                 |
| 2009                                      | Unstoppable              | - 発売日: 2009年4月7日 - レーベル: Lyric Street - フォーマット: CD, digital download - 全米売上: 123万枚    | 1  | —  | 7  | —  | —   | —  | —  | - US: プラチナ                    |
| 2010                                      | Nothing Like This        | - 発売日: 2010年11月16日 - レーベル: Big Machine - フォーマット: CD, digital download - 全米売上: 110万枚   | 6  | —  | 14 | —  | —   | —  | —  | - US: プラチナ - CAN: ゴールド    |
| 2012                                      | Changed                  | - 発売日: 2012年4月3日 - レーベル: Big Machine - フォーマット: CD, digital download - 全米売上: 50.2万枚    | 3  | 51 | 10 | —  | —   | 14 | 87 | - US: ゴールド                    |
| 2014                                      | Rewind                   | - 発売日: 2014年5月13日 - レーベル: Big Machine - フォーマット: CD, digital download - 全米売上: 22.7万枚   | 5  | 17 | 7  | —  | —   | —  | —  |                                   |
| 2016                                      | The Greatest Gift of All | - 発売日: 2016年10月21日 - レーベル: Big Machine - フォーマット: CD, digital download - 全米売上: 6.4万枚   | 60 | —  | —  | —  | —   | —  | —  |                                   |
| 2017                                      | Back to Us               | - 発売日: 2017年5月19日 - レーベル: Big Machine - フォーマット: CD, digital download - 全米売上: 2.5万枚    | 11 | 24 | 19 | —  | —   | —  | —  |                                   |
| "—"は未発売またはチャート圏外を意味する。 |                          | |    |    |    |    |     |    |    |                                   |